# Heuschrecke 10
Le Heuschrecke 10 (en allemand : sauterelle 10) était un prototype de canon automoteur et Waffenträger (en allemand : porteur d'arme) développé par Krupp-Gruson entre 1939 et 1944. La désignation officielle du véhicule était 10,5cm leichte Feldhaubitze Geschützwagen IVb et devait être construit à Magdebourg en Allemagne. Le Heuschrecke 10 était équipé d'une tourelle amovible qui pouvait être déployée comme une casemate ou remorquée derrière le véhicule comme une pièce d'artillerie. Il fait partie du programme Heuschrecke, qui devait permettre à l'Allemagne de disposer d'un canon automoteur de calibre intermédiaire, pendant du programme Grille, emportant quant à lui une pièce de 150 mm.
Krupp produit dix prototypes entre 1942 et 1943. Le Heuschrecke 10 devait à l'origine utiliser un châssis raccourci de Panzer IV, mais c'est finalement le châssis Geschützwagen IV, développé pour le canon automoteur Hummel qui est choisi. Le lancement de la production en série du Heuschrecke 10 était prévu pour février 1945, mais n'eut jamais lieu.

## Développement

### Le précurseur

Sd.Kfz. 165/1

Vers la fin de septembre 1939, Krupp conçoit "la première vraie pièce d'artillerie autopropulsée", le Sonderkraftfahrzeug 165/1 (véhicule d'usage spécial 165/1, abrégé en Sd.Kfz. 165/1). Le Sd.Kfz. 165/1, également dénommé Panzer Selbstfahrlafette IVb (Pz.sFL. IVb), possède un design préfigurant le Heuschrecke 10, mais son châssis n'est pas équipé du système de tourelle amovible, mais d'une tourelle ouverte, tournant à 70°. Après une série de tests, le Sd.Kfz. 165/1 est accepté par la Wehrmacht en janvier 1940. En 1941, Krupp construit plusieurs exemplaires de présérie armés d'un obusier de 10,5 cm leichte FeldHaubitze 18/1 L/28 (abrégé en leFH 18/1 L/28) monté sur un châssis de Panzer IV modifié. Ces Geschützwagen IVb für 10,5cm le.FH. 18/1 (Sf.) sont équipés d'un petit moteur essence à six cylindres Maybach HL66P, qui disposent d'une puissance de 188 ch (140 kW). Bien que deux-cents véhicules soient commandés dès décembre 1941 par la Wehrmacht, seulement ces dix exemplaires de présérie sont fabriqués par Krupp au cours des quatre derniers mois de 1942. Ceux-ci servent sur le front de l'Est au sein de l'Artillerie-Regiment 16 de la 16e Panzerdivision.

### Les prototypes
La phase de conception du Heuschrecke 10 à proprement parler débute en 1942, quand Krupp lance la conception d'un nouveau type d'artillerie autotractée. En 1943, Krupp produit trois prototypes (numéro de série 582501, 582502 et 582503), baptisés Heuschrecke 10 ou Heuschrecke IVb.
Le Heuschrecke conçu par Krupp est similaire dans sa conception à un véhicule construit par Alkett et Rheinmetall-Borsig, le 105 mm leFH 18/40/2 auf Geschützwagen III/IV, prêt depuis mars 1944. Le modèle de Rheinmetall-Borsig était légèrement plus performant que celui de Krupp. Il a cependant été décidé d'utiliser un autre châssis sur le modèle Rheinmetall-Borsig, celui du Panzer IV. La production débuta en octobre 1944, mais le châssis est finalement remplacé par le Geschützwagen IV en décembre 1944. La production en série, à Magdebourg, est prévue pour février 1945 mais aucun véhicule ne sort des ateliers.

### Annulation du projet
Le haut-commandement nazi pense que la production en série du Heuschrecke 10 perturberait la production des indispensables Panzers. En effet, la quantité de matériaux nécessaires à la construction des Waffenträger était si grande que des sociétés comme Krupp doivent arrêter leur production. La majorité de ces porteurs d'armes ne dépasse jamais la phase de présérie. Le Heuschrecke 10 est néanmoins remarqué et intéresse l'inspecteur général des troupes blindées, Heinz Guderian, cependant, il convient de ce que leur développement ne justifie pas la perturbation de la production de chars d'assaut. Le développement du Heuschrecke 10 est donc annulée en février 1943.

## Caractéristiques

### Tourelle
La caractéristique principale du Heuschrecke est sa tourelle amovible. Une grue fixée au châssis pouvait retirer la tourelle et la déplacer afin de l'utiliser derrière des fortifications de béton ou au sol. Bien que l'obusier pouvait également tirer depuis le châssis, le véhicule a été conçu pour transporter la pièce d'artillerie à un emplacement de tir. Une fois cette position atteinte, la tourelle était séparée du véhicule puis pouvait être utilisée. Le véhicule dès lors sans tourelle pouvait lui être utilisé comme transport de munitions ou comme véhicule de récupération. La tourelle du prototype était équipée du canon 105 mm leFH 18/1 L/28. Les modèles de série devaient eux être équipés du canon 105 mm leFH 43 L/28.

### Châssis et moteur
Le Heuschrecke 10 est basé sur une coque en acier soudé, d'une épaisseur allant de 10 à 25 millimètres, et d'un blindage incliné afin de dévier les tirs ennemis plus efficacement. Il possède un grand espace destiné au stockage de munitions, ce qui en fait un porte-munitions de choix pour transporter les obus qui n'auraient pas été tirés. Le moteur du prototype original est un Maybach HL90 douze cylindres, mais c'est finalement le Maybach HL100 douze cylindres qui est choisi pour équiper les modèles de production,.

## Comparaisons de caractéristiques
| Spécifications               | Sonderkraftfahrzeug.165/1 | 105 mm leFH 18/1 L/28 auf Waffenträger Geschützwagen IVb | 105 mm leFH 18/40/2 auf Geschützwagen III/IV |
| ---------------------------- | --- | --- | --- |
| Constructeur                 | Krupp-Gruson | Krupp-Gruson | Rheinmetall-Borsig |
| Masse                        | 18 t | 23 t | 25 t |
| Équipage                     | 4 hommes | 5 hommes | 5 hommes |
| Moteur                       | Maybach HL 66 / 6-cylindres / 188 ch (140 kW) | Maybach HL 100 12-cylindres / 410 ch (306 kW) | Maybach HL 90 12-cylindres / 360 ch (268 kW) |
| Vitesse                      | 35 km/h | 45 km/h | 45 km/h |
| Autonomie                    | Route: 240 km / Tout-terrain: 130 km | Route: 300 km | Route: 300 km |
| Longueur                     | 5,90 m | 6,00 m | 6,80 m |
| Largeur                      | 2,87 m | 3,00 m | 3,00 m |
| Hauteur                      | 2,25 m | 3,00 m | 2,90 m |
| Armement                     | 105 mm leichte Feldhaubitze 18/1 L/28 | 105 mm leichte Feldhaubitze 18/1 L/28 | 105 mm leichte Feldhaubitze 18/40/2 L/28 |
| Munitions                    | 60 coups | 60 coups | 80 coups |
| Blindage (millimètres/angle) | - Coque: - Avant: 30/12 - Côtés: 14,5/0 - Arrière: 14,5/10 - Toit et plancher: 14,5/90 - Tourelle - Avant: 20/20 - Cache-canon: 20/0-70 - Côté et arrière: 14,5/0 à 10 - Toit: 0 (Ouvert) - Superstructure: - Toit: 10/90 - Avant: 30/10 - Côtés: 14,5/0 - Arrière: 14,5/20 | - Coque: - Avant: 30/20 - Côtés: 16/0 - Arrière: 16/20 - Toit et plancher: 10/90 - Tourelle - Avant: 30/30 - Cache-canon: 20/0-70 - Côté et arrière: 16 à 20/25 - Toit: 0 (Ouvert) - Superstructure: - Toit: 10/90 - Avant: 30/20 - Côtés: 16/0 - Arrière: 16/20 | - Coque: - Avant: 20/20 - Côtés: 20/0 - Arrière: 20/10 - Toit et plancher: 10/90 - Tourelle - Avant: 10/25 - Cache-canon: 10/0 - Côté et arrière: 10/25 à 12 - Toit: 0 (Ouvert) - Superstructure: - Toit: 10/90 - Avant: 30/20 - Côtés: 10/0 - Arrière: 10/10 |